# Maladera latitibia
Maladera latitibia är en skalbaggsart som beskrevs av Shuhei Nomura 1974. Maladera latitibia ingår i släktet Maladera och familjen Melolonthidae. Inga underarter finns listade i Catalogue of Life.